# Polyrhachis euterpe
Polyrhachis euterpe är en myrart som beskrevs av Auguste-Henri Forel 1902. Polyrhachis euterpe ingår i släktet Polyrhachis och familjen myror. Inga underarter finns listade i Catalogue of Life.